# Exetat
 (mars 2020).
 (mars 2020).
En République démocratique du Congo, l'examen d'État, couramment appelé exetat, est la séance d'épreuves d'examen généralement effectuée pendant 4 jours par les élèves de la 4e année des humanités(anciennement 6e année) toutes sections confondues en fin d'année. Il est sanctionné par un diplôme d'État, l'équivalent du baccalauréat français et marque la fin des études secondaires.